# 杭州二我轩照相馆

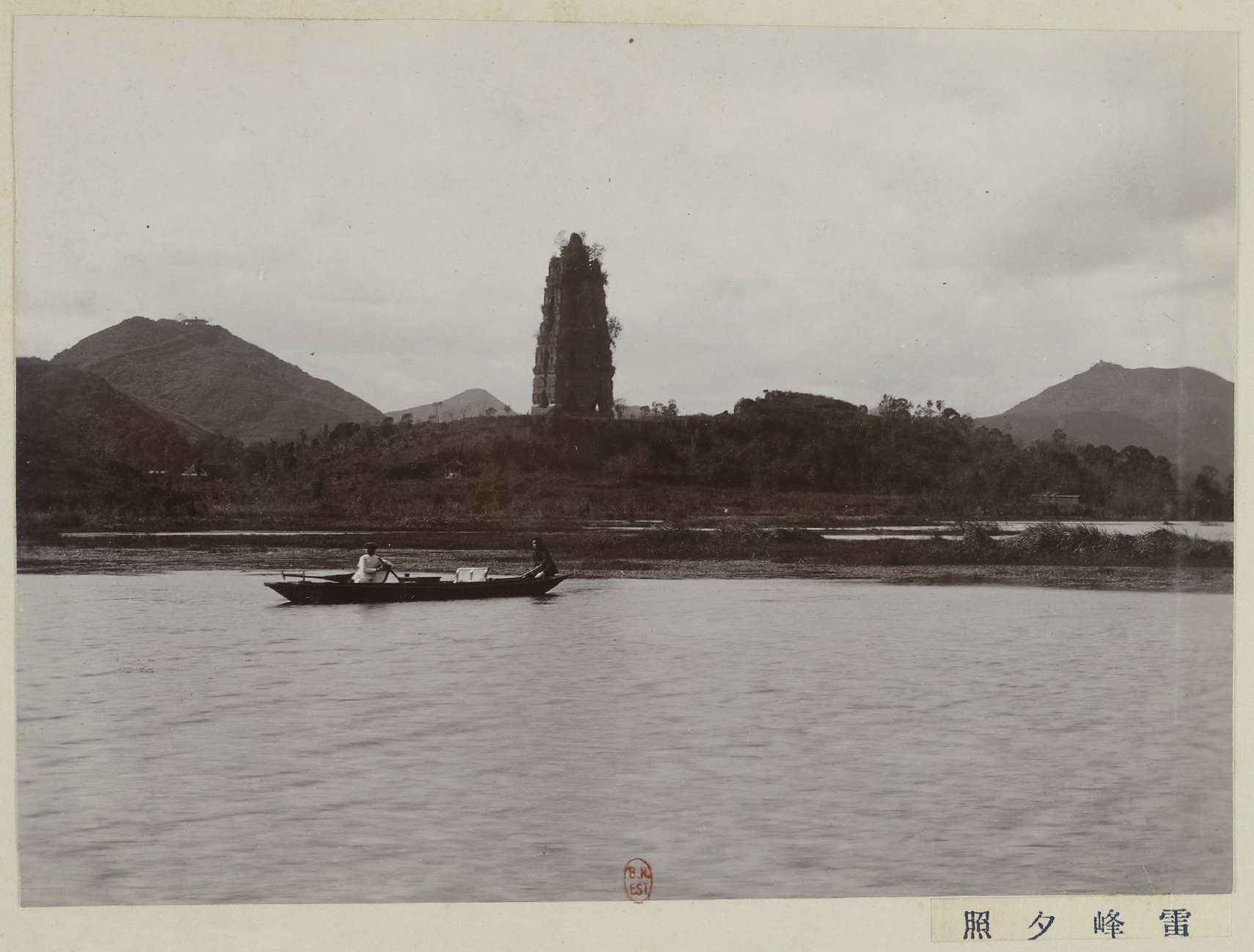
1911年所摄雷峰塔景观

杭州二我轩照相馆，简作二我轩，成立于清光绪年间，1953年因公私合营停业，杭州老字号照相馆。1963年后人重办，后改名立新照相馆，不久再度停业。

## 历史
二我轩最初由余寅初创办于清光绪年间，由于当时邻近西湖的旗营尚未拆除，游览西湖的游客往往都在涌金门外上下船，因此最初在涌金门外开业。二我轩是杭州最早使用“电光照”技术的照相馆，“二我”即第二个我，借以宣传照相馆的肖像照栩栩如生，宛如真人，因此杭州城内也以婚照闻名。1910年，馆长余寅初带领照相馆从断桥出发沿西湖湖边一路向南拍摄，从中挑选48幅照片集结成册，送到清政府在南京举办的南洋劝业会参加展览，获得了展会的摄影类展品金奖，二我轩也由此成为第一家拍摄、销售西湖风景照的照相馆。二我轩的西湖摄影后来又在1915年美国巴拿马世博会和1929年西湖博览会获奖。1910年杭州站建成后搬迁到火车站，后来迁移到教仁街103号（今湖滨花市街75号）。余寅初之子余有生曾在仁和路87号开办留芳照相馆，后于1933年12月20日在上海创办二我轩的上海分号。1940年代末，余有生之子余铁华接手二我轩，1953年公私合营后店铺关张，1963年余铁华在延安路重办照相馆，后改名立新，但没有多久就再度停业。